# پورفین
پورفین (به انگلیسی: Porphin) با فرمول شیمیایی C۲۰H۱۴N۴ یک ترکیب شیمیایی با شناسه پاب‌کم ۶۶۸۶۸ است. که جرم مولی آن ۳۱۰٫۳۵۱۹۶ g/mol می‌باشد. 